# Orden de la Corona de Prusia

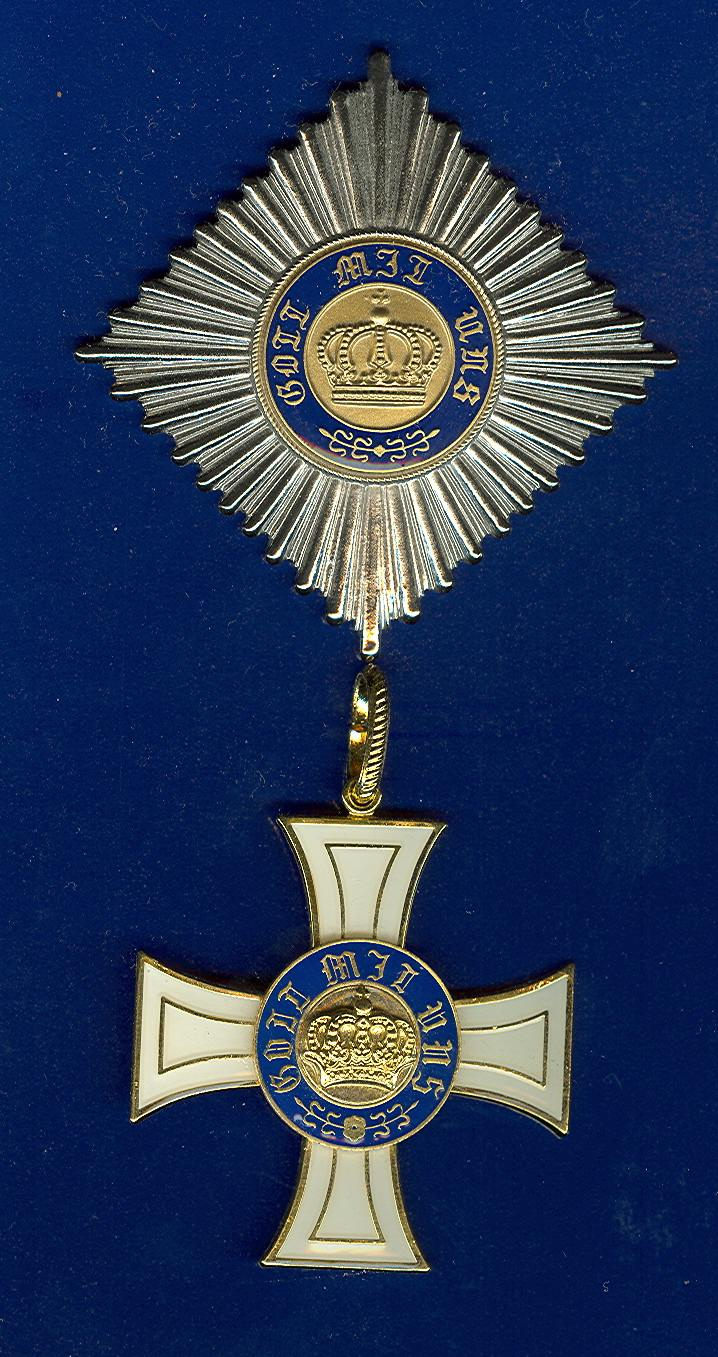
Cruz y estrella del Orden de la Corona, 2.ª Clase.

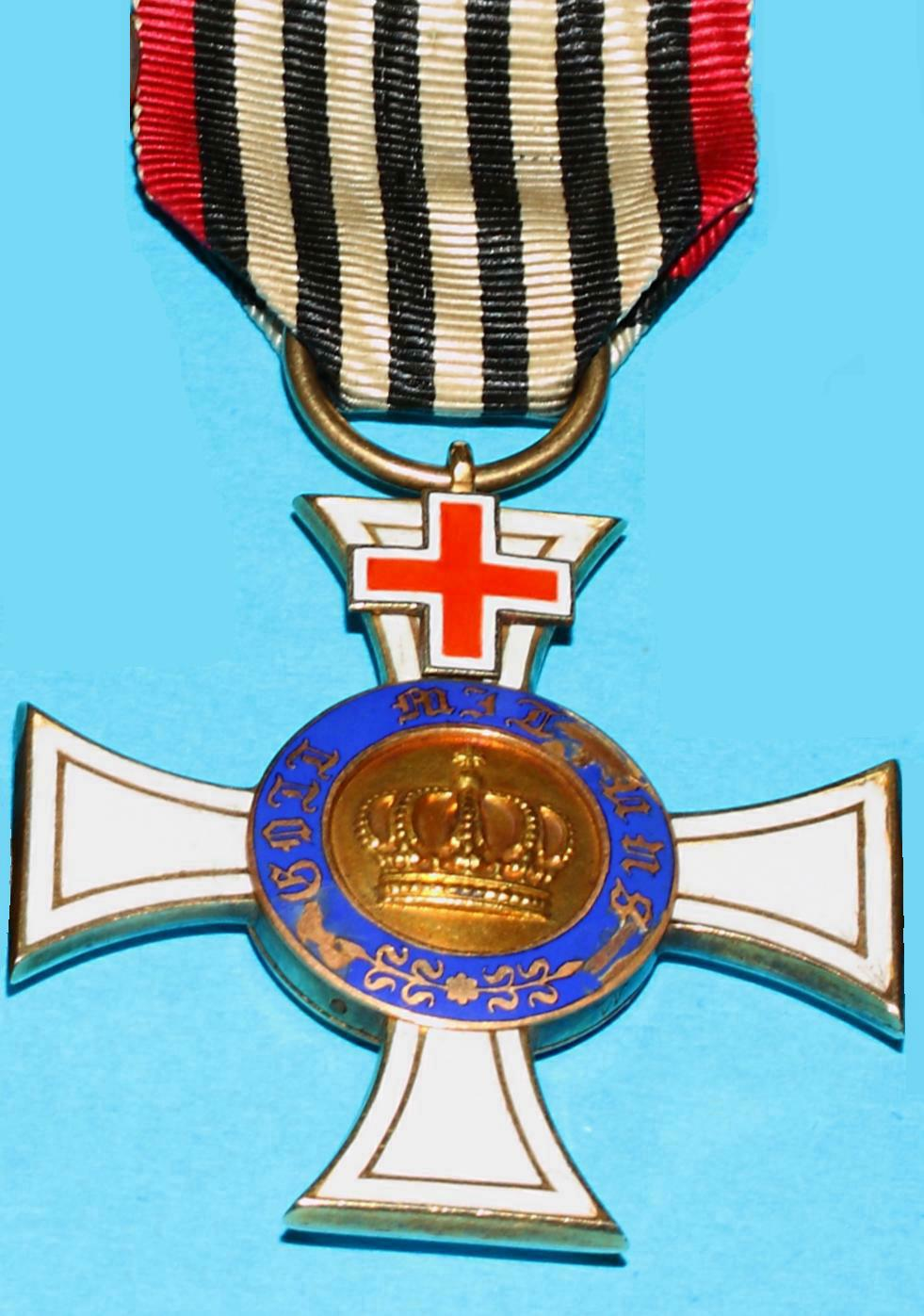
Orden de la Corona con Cruz de Geneva, 3.ª Clase.

La Orden de la Corona (en alemán: Kronenorden) era una orden de caballería de Prusia. Instaurada en 1861 era reconocida igual en rango a la Orden del Águila Roja.

## Clases
La Orden tenía seis clases:
- Gran Cruz - llevaba la insignia en una banda cruzada desde el hombro derecho, y la placa sobre el lado izquierdo del pecho.
- 1.ª Clase - llevaba la insignia en una banda cruzada desde el hombro derecho, y la placa en el pecho izquierdo;
- 2.ª Clase - llevaba la insignia en un collar con cinta, más la placa en el pecho izquierdo;
- 3.ª Clase - llevaba la insignia pendiendo de una cinta en el pecho izquierdo;
- 4.ª Clase - llevaba la insignia pendiendo de una cinta en el pecho izquierdo;
- Medalla - llevaba la medalla en una cinta en el pecho izquierdo.

## Insignia

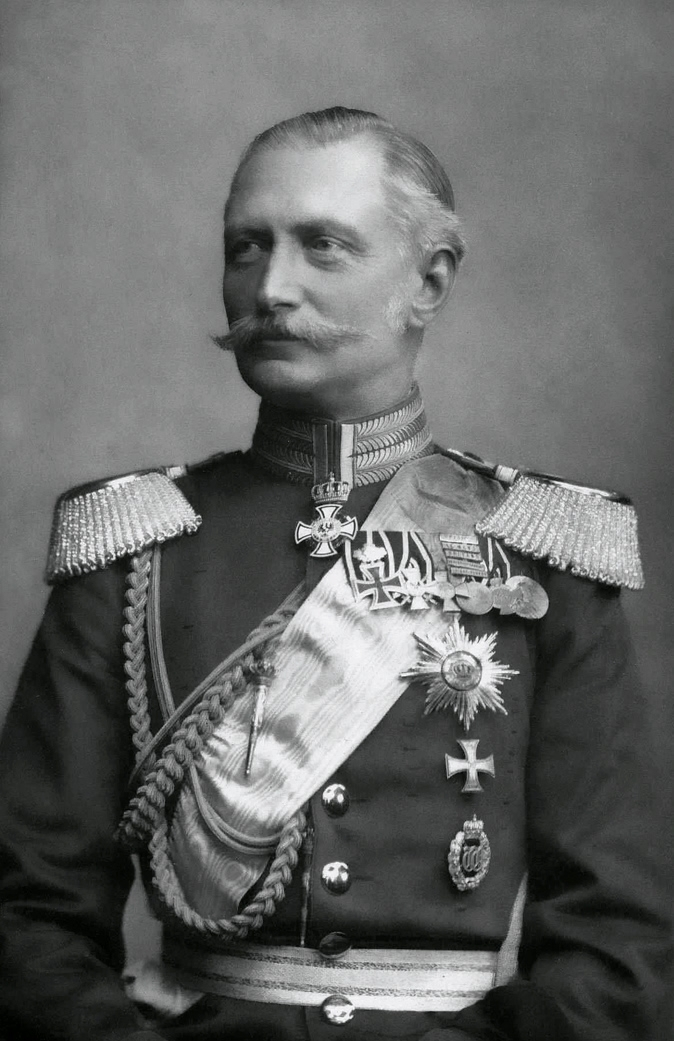
Hans Georg Hermann von Plessen, miembro de la Orden de la corona de Prusia, lo que le dio acesso cercano al Kaiser Guillermo II.

La insignia de la Orden para la 1.ª hasta 4.ª clase era una cruz dorada con esmalte blanco (excepto la 4.ª Clase, el cual era sencillo). El anverso el disco central lleva la corona de Prusia en bronce, rodeada por un anillo de esmalte azul con el lema del Imperio alemán Gott Mit Uns (Dios con nosotros). El reverso del disco central tiene el monograma real de Prusia, rodeado por un anillo de esmalte azul con la fecha 18 de octubre de 1861.
La placa de la Gran Cruz era una estrella dorada de ocho puntas. Para 1.ª Clase una estrella plateada de ocho puntas. Para 2.ª Clase una estrella plateada de cuatro puntas.
La cinta de la Orden era azul de prusia.